# Encarregado de negócios
O Encarregado de Negócios (na língua francesa chargé d'affaires) é um funcionário do corpo diplomático que assume a chefia de uma missão diplomática na ausência de seu titular - o Embaixador. 
Diferentemente do cargo de Embaixador, o nome do Encarregado de Negócios não depende de aprovação prévia (concessão de "agrément") pelo país que sedia a Embaixada. Ainda assim, o "chargé d'affaires" goza, ante o direito internacional, de todos os mesmos privilégios e imunidades normalmente atribuídos a todo Embaixador estrangeiro.
A designação de um diplomata de nível inferior ao de Embaixador para chefiar uma Embaixada é, a rigor, compreendida como uma medida provisória. Entretanto, há numerosos casos, histórica e atualmente, de Encarregados de Negócios que, por diversas razões (falta de pessoal, restrições orçamentárias ou burocráticas internas, ou mesmo a decisão política de não ter relações em mais alto nível com o outro país) acabam chefiando uma Embaixada por meses ou anos.